# Francisco Santos (escritor)
Francisco Santos (Madrid, 20 de octubre de 1623-1698) fue un prolífico escritor satírico y costumbrista español del siglo XVII.

## Biografía
Francisco Santos nació en Madrid en 1623. Vivió toda su vida en dicha villa, donde fue criado del rey Felipe IV y Carlos II, a los que sirvió como soldado en su Guardia Real. Casado con María Muñoz en 1645, tuvo nueve hijos. Poseemos una lista de sus obras a través de un inventario que hizo el ermitaño en Un ermitaño y Torres de Diego de Torres Villarroel, seguramente tomado de una edición de 1723: Obras en prosa y verso, discursos políticos, máximas cristianas y morales, cantera de la que se ha nutrido casi toda la edición posterior. Es un escritor conceptista y continuador de la tradición picaresca en dos de sus obras: la más importante es Día y noche de Madrid. Discurso de lo más notable que en él pasa (1663), obra algo influida por El diablo cojuelo de Luis Vélez de Guevara y por las obras del costumbrista Juan de Zabaleta, contra el que sin embargo despotrica. La otra, posterior, es Periquillo el de las gallineras (1668), cuyo santurrón protagonista muestra un carácter antipicaresco absolutamente transgresor del género. Murió de gota en Madrid en 1698.
Aunque carece en buena parte de originalidad (aparte de a Vélez de Guevara y Zabaleta, saquea a conciencia a Cristóbal Suárez de Figueroa, Baltasar Gracián y Francisco de Quevedo y toma lo que puede y quiere de los dramaturgos y poetas de su época y aún de las anteriores) y también no alcanza el sesgo y calidad de las obras cumbres del género costumbrista, no están mal escritas y son sociológicamente importantes, ya que la primera es una obra clave para el estudio de las costumbres de la Corte en el tiempo en que se escribió, la segunda mitad del siglo XVII. Hay, sin embargo, una visión satírica, como no podía ser de otra manera, propia del género picaresco, centrada tanto en los aspectos materiales como en los morales. Por demás, escribió también otras obras costumbristas en las que reflejó sobre todo los ambientes más marginales de la Corte; ejemplo de estas obras son: Las tarascas de Madrid y tribunal espantoso, Los gigantones de Madrid, La verdad en el potro y El Cid resucitado.

## Obras
- Obras en prosa y verso, discursos políticos y con beneficios económicos , máximas cristianas y morales adornadas con curiosos exemplos expeculativos y prácticos, Madrid: Francisco Martínez Abad, 1723, 4 vols. Comprende: I. Día y noche de Madrid. Las Tarascas de Madrid y Tribunal espantoso. Los Gigantones en Madrid por defuera. II. El sastre del Campillo. El escándalo del Mundo y Piedra de la Justicia. El Rey Gallo y Discurso de la Hormiga. III. Cárdeno Lirio. Alva sin crepúsculo y Madrid llorando. La verdad en el potro y el Cid resucitado. Poriquillo el de las gallineras. El Vivo y el Difunto. IV. El No Importa de España. El Arca de Noé y Campana de Belilla. El Diablo anda suelto.
- Día y noche de Madrid. Discurso de lo más notable que en él pasa (1663, primera edición; segunda, 1666) Edición moderna: Madrid: Comunidad de Madrid, 1992 (Clásicos Madrileños, 1), prólogo de Julio Rodríguez Puértolas. ISBN 978-84-451-0485-3.
- Alba sin crepúsculo (1664), colección de décimas dedicadas a defender el dogma de la Inmaculada Concepción.
- Las tarascas de Madrid y Tribunal espantoso (1665). Edición moderna de Milagros Navarro Pérez, Madrid, Instituto de Estudios Madrileños, 1976.
- Los gigantones en Madrid por de fuera y Prodigioso entretenido (1666).
- El  No Importa de España, loco político y mudo pregonero (1667). Edición moderna: Londres: Támesis, 1973, edición y estudio de Julio Rodríguez Puértolas. ISBN 0900411570.
- Periquillo, el de las gallineras (1668) Edición moderna: New York, IDEA, 2013 (Colección Batihoja, 10), estudio, edición y notas de Miguel Donoso Rodríguez. http://www.unav.edu/publicacion/coleccion-batihoja/batihoja-10 (enlace roto disponible en Internet Archive; véase el historial, la primera versión y la última).
- La Verdad en el potro y el Cid resucitado (1671). Edición moderna: Londres: Támesis, 1973, edición y estudio de Julio Rodríguez Puértolas. ISBN 0900411570.
- El Rey Gallo y discursos de la Hormiga (1671).
- La Tarasca de parto en el Mesón del Infierno (1672).
- El diablo anda suelto. Verdades de la otra vida soñadas en esta (1677).
- El sastre del campillo (1685).
- El Vivo y el Difunto (1692).
- El escándalo del Mundo y Piedra de la Justicia (1696).
- El arca de Noé y Campana de Velilla (1697).